# Hermanos Benedito Vives
Los hermanos Benedito Vives, José María (Valencia, 1873-Madrid, 1951) y Luis (Valencia, 1884-Madrid, 1955), fueron unos taxidermistas españoles que desarrollaron su vida profesional en el Museo Nacional de Ciencias Naturales (MNCN) de Madrid en la primera mitad del siglo XX.

## Trayectoria
Los hermanos Benedito fueron los artífices de los mejores ejemplares y dioramas del Museo Nacional de Ciencias Naturales (MNCN), innovadores en su campo profesional, cambiaron la taxidermia en España con técnicas novedosas que habían aprendido en distintas estancias en Europa. Eran hijos de José María Benedito Mendoza (Valencia, 1846-1899), un taxidermista y comerciante de objetos de historia natural, con taller propio en la calle Corregería, 24 en su ciudad natal. El padre ostentó además el cargo de Preparador del Gabinete de Historia Natural de la Universidad de Valencia. Su especialidad eran las aves acuáticas, pero también alcanzó un gran virtuosismo en la taxidermia de cabezas de toro, que frecuentemente le encargaban toreros de aquella época. Hay treinta obras suyas expuestas en el Museo de Historia Natural de la Universidad de Valencia.
La familia Benedito Vives estaba integrada por siete hermanos, dos ellos fueron destacados artistas: Manuel Benedito, pintor discípulo de Joaquín Sorolla, y Rafael Benedito, músico y pedagogo reconocido en la cultura española. Cuando falleció el padre de forma repentina en 1899, José María, el primogénito, tenía 25 años y se quedó al frente del taller de taxidermia familiar, abandonando su trabajo como contable. José María había ayudado a su padre en el taller familiar y conocía el oficio de taxidermista. Luis tenía solo 13 cuando murió su padre.
Unos años más tarde, en 1905, José María consiguió el título de Proveedor Oficial de la Real Casa y se convirtió en el Naturalista-Disecardor de Alfonso XIII. Aumentó el prestigio del taller y los encargos de los clientes, pero el momento clave de su carrera profesional se produjo cuando en 1907 obtuvo una plaza como disecador en el Laboratorio de Taxidermia del Museo Nacional de Ciencias Naturales y se trasladó con toda la familia a Madrid. El traslado le obligó a cerrar el taller de taxidermia de su padre, pero abrió otro en Madrid, situado en el número 12 de la calle Don Ramón de la Cruz. Cinco meses después, José María pasó a ser Jefe del Laboratorio de Taxidermia en el MNCN. A partir de ese momento todo lo relativo a la taxidermia del Museo dependió de él. 
Su hermano Luis le ayudaba con trabajos de taxidermia en el taller familiar. En 1910 consiguió una beca de la Junta para Ampliación de Estudios e Investigaciones Científicas (JAE), por mediación del entonces director del MNCN Ignacio Bolívar, para viajar por diversos países de Europa y adquirir en ellos nuevas habilidades técnicas en el campo de la taxidermia. Cuando visitó Leipzing (Alemania) durante su periplo por Europa tuvo como maestro al escultor y taxidermista holandés Herman H. ter Meer, considerado introductor en los museos de las técnicas modernas de dermoplastia. En 1911 ambos realizaron una obra juntos: un antílope ruano o antílope caballo que aún se conserva en el MNCN. Un año más tarde, en 1912, Luis volvió a España para incorporarse a la plantilla de discadores del MNCN y allí realizó, junto con su hermano mayor, un gran número de los ejemplares más emblemáticos que posee esta institución. Durante la Guerra Civil española, el MNCN permaneció cerrado; para proteger las piezas más valiosas se procedió a su traslado a las salas del Museo de Prado. De los hermanos Benedito fueron desplazadas 70 piezas entre grupos de aves y mamíferos.
Una vez finalizada la Guerra Civil los dos hermanos prosiguieron su trabajo en el MNCN: José María permaneció como Jefe del Laboratorio de Taxidermia hasta que se jubiló en 1943. Luis le relevó en el cargo hasta su propia jubilación, once años más tarde, en 1954. Tres años antes, José María había muerto en Madrid y su viuda había donado su colección particular de aves al MNCN, donde se conserva en la actualidad. Luis sobrevivió a su hermano mayor solo tres años. Murió también en Madrid en 1955, uno año después de su jubilación. El prestigio del taller familiar y los trabajos en el MNCN permitió a los hermanos recibir importantes encargos y fama a nivel nacional e internacional. Forman parte de una saga de taxidermistas que continúa en la actualidad.

## Piezas emblemáticas
José María se especializó en el campo de las aves, en el que llegó a consagrarse como el mejor taxidermista español. Los ejemplares de aves naturalizados en el MNCN se realizaron entre los años 1914 y 1929. Las especies que disecó cubren una amplia gama de especímenes ornitológicos como: ortegas, gangas, sisones, faisanes, estorninos, abulillas, colines, martinetes, cigüeñas, cernícalos, gavilanes, buitres, patos de la Albufera y un águila pescadora. En el MNCN se conservan también grupos de aves tomados exactamente del natural, como el grupo (colonia) de abejarucos (considerada su obra maestra), el de jilgueros (Carduelis carduelis) o una familia de búhos reales (Bubo bubo) entre otros.
Tanto José María como su hermano Luis, firmaban y fechaban sus ejemplares naturalizados. Para ello se valían de un trozo de roca o de una piedra (canto rodado) que se colocaba en primer plano sobre el resto de la parcela de terreno con vegetación seca con la que recreaban el hábitat natural del animal disecado. También representaban conjuntos biológicos en actitud dinámica, con variantes morfológicas según el sexo (machos y hembras) o según la edad (ejemplares jóvenes y adultos) para facilitar su identificación visual en el campo. En el caso del grupo de abejarucos (Merops apiaster), el conjunto se compone de treinta y siete ejemplares de este tipo de ave naturalizados con la recreación minuciosa de su hábitat natural (un talud arenoso) y realizando escenas cotidianas: polluelos en el nido, un adulto alimentando a un pollo, una puesta de huevos en el interior de un nido o ejemplares remontando el vuelo con la idea de representar la escena con el mayor verismo posible.

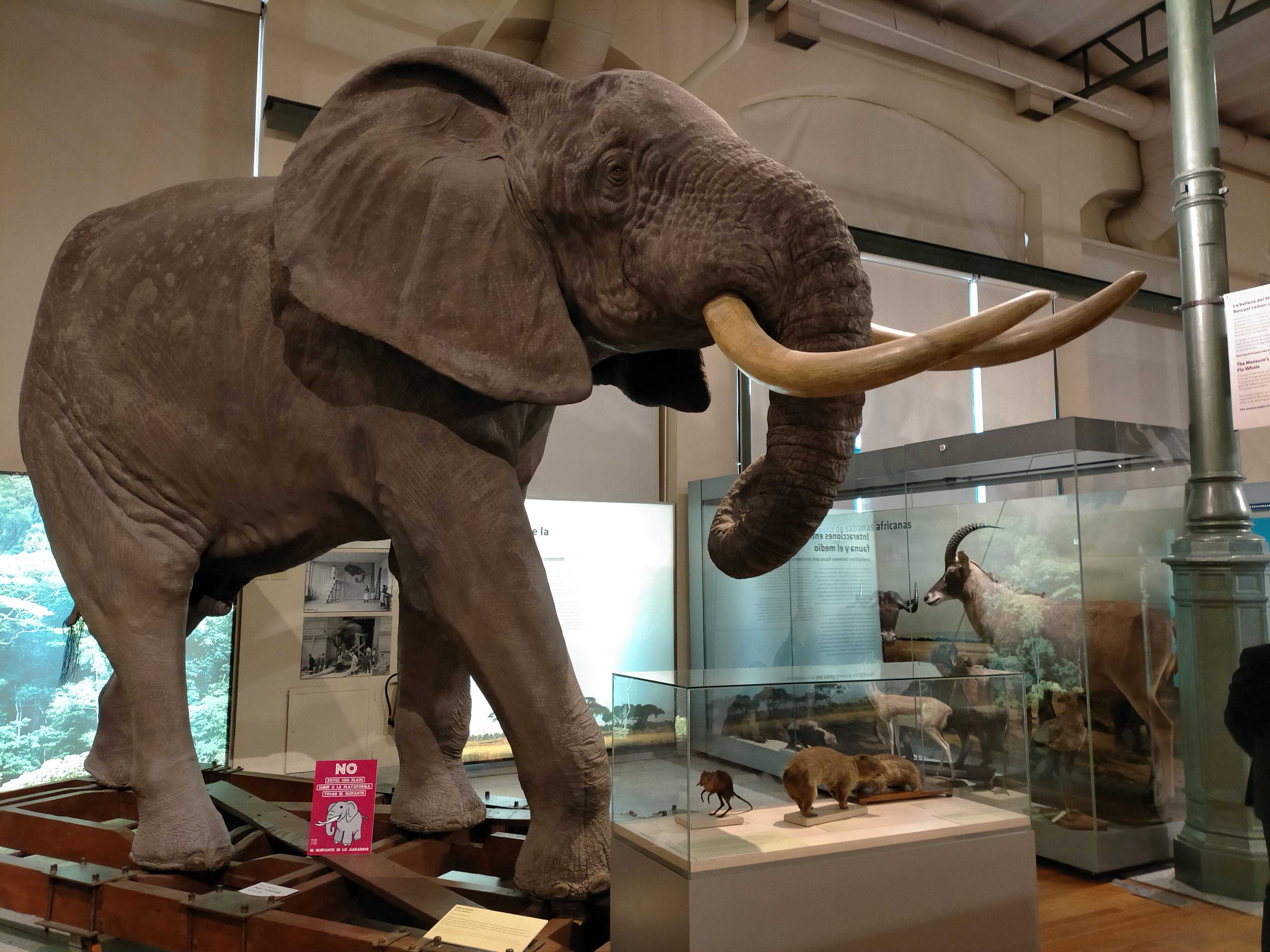
Elefante africano naturalizado por Luis Benedito en 1930

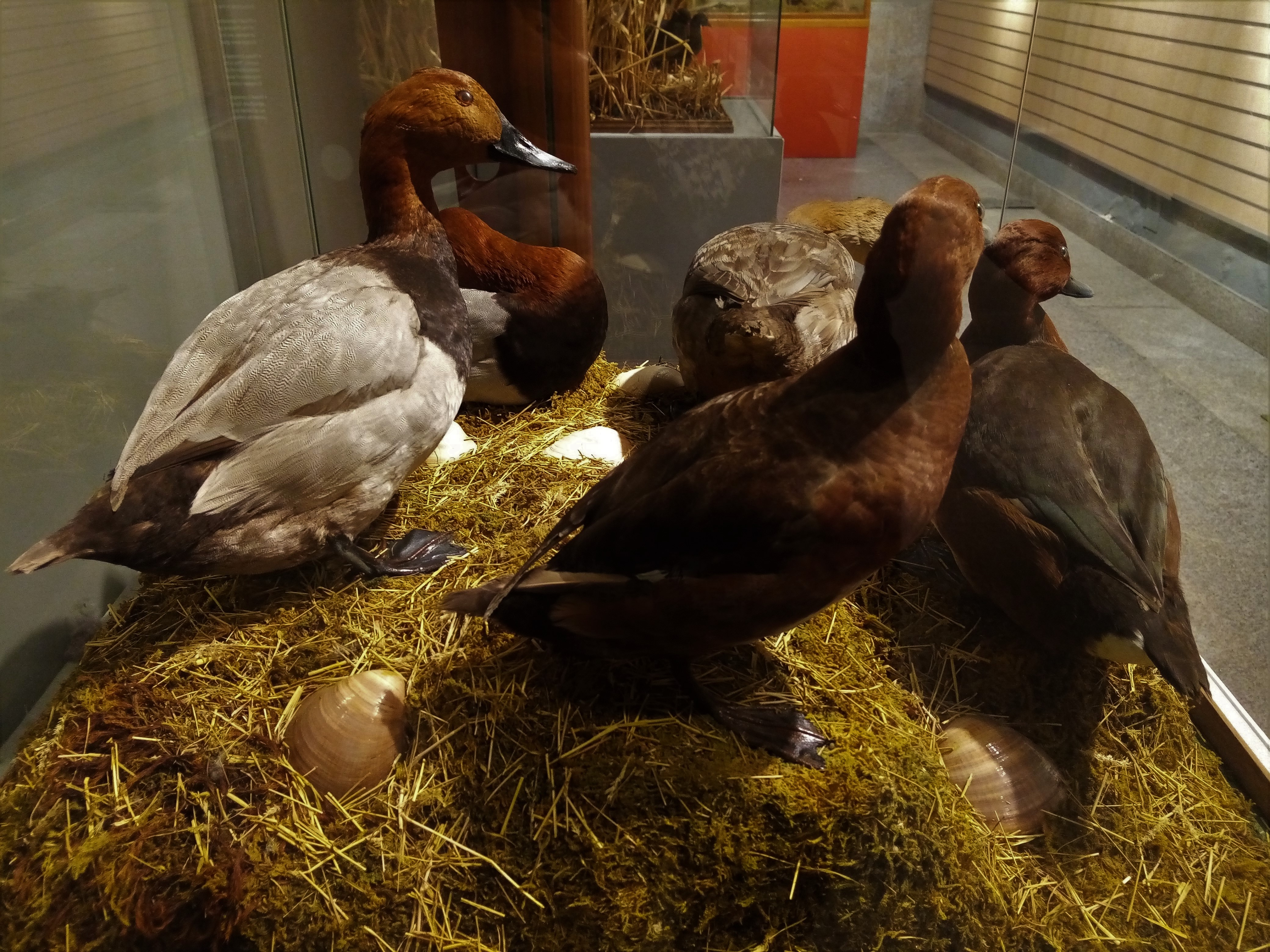
Porrón pardo (Aythya nyroca), naturalizado por José María Benedito

Por su parte, Luis se especializó en la taxidermia de mamíferos, adquiriendo un gran prestigio como introductor de la entonces novedosa técnica de la dermoplastia. Esta técnica consistía en hacer, en primer lugar, la forma del tronco del animal con una plancha de madera a la que se le anadía unas barras de hierro para prefigurar el cuello y las extremidades. Sobre estas barras se situaban el cráneo y parte de los huesos de las patas, respectivamente. En segundo lugar, se superponían telas metálicas en forma de malla para ser rellenada con un material ligero, En tercer lugar, se forraba la malla metálica con estopas empapadas en escayola y, por último, se recubría con una fina capa todo el cuerpo del animal. Esta mezcla de materiales (pasta de turba y escayola) proporcionaba al molde una enorme plasticidad, que permitía reproducir con gran fidelidad las formas y los detalles anatómicos de un animal. Después se añadían los ojos de crital y los cuernos de un espécimen natural. Por último, se adhería la piel a ese molde, prendida con alfileres hasta su secado.
De Luis se conservan el elefante africano, la jirafa (ambos donados al MNCN por el Duque de Alba en 1913 y 1917) o el toro donado también al MNCN por el Duque de Veragua en 1911.

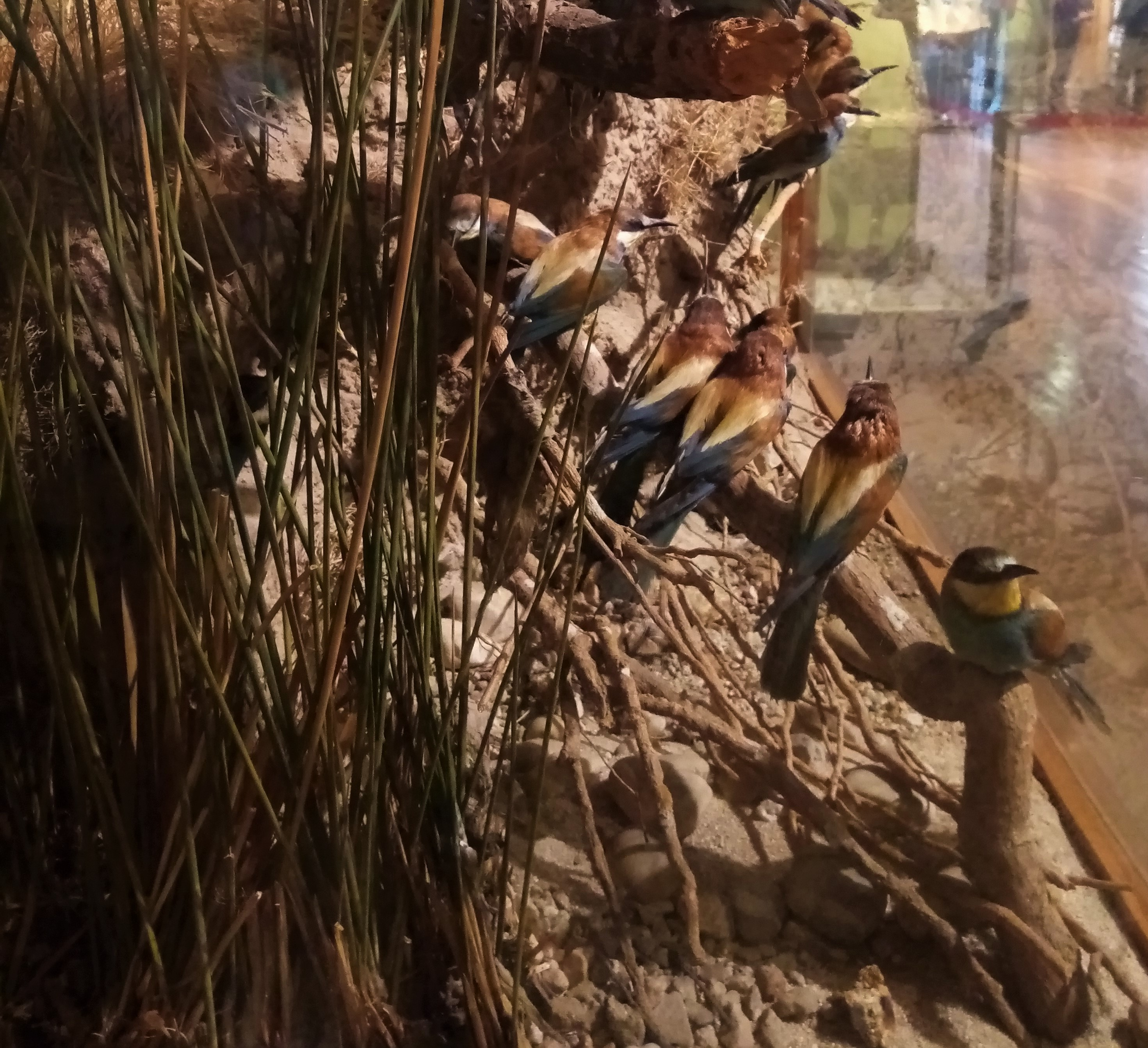
Detalle de la colonia de abejarucos naturalizados por José Mª Benedito en 1916 y representados

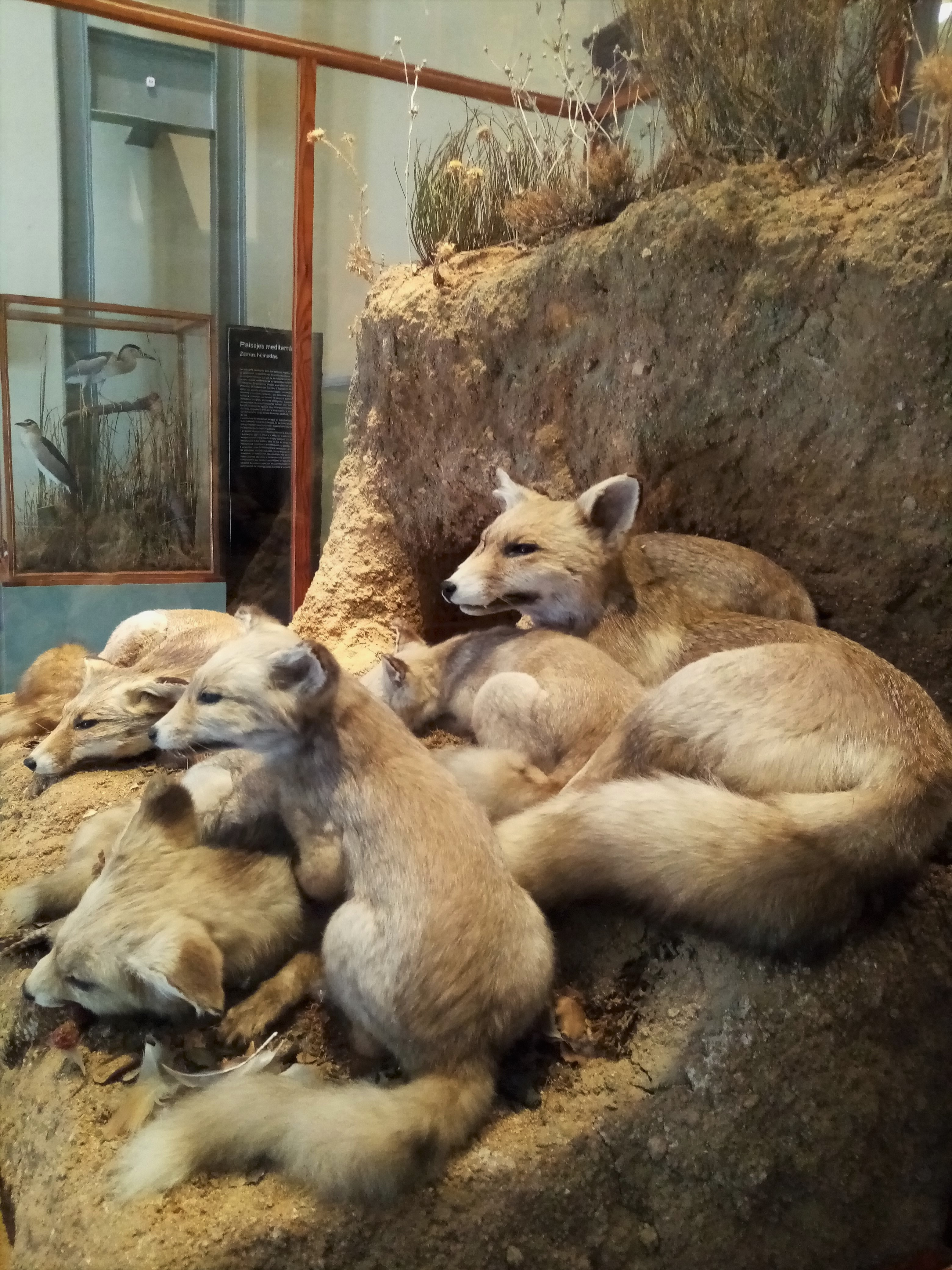
Grupo de zorros naturalizados por Luis Benedito

Otra donación histórica fue la efectuada por el rey Alfonso XIII de un Oso pardo (Ursus arctos) que fue cazado en Asturias. El ejemplar fue naturalizado por los dos hermanos Benedito en conjunto en 1918. Aparte de estos grandes mamíferos, Luis Benedito también naturalizó grupos biológicos de mamíferos de tamaño mediano, en pequeña manadas, como lobos, zorros, cabras monteses, rebecos cantábricos de los Picos de Europa (regalados también al MNCN por Alfonso XIII y naturalizados por los dos hermanos en 1913) y una pareja de linces ibéricos.
Al igual que en el caso de José María, las especies seleccionadas para su naturalización de Luis Benedito fueron fundamentalmente ejemplares pertenecientes a la fauna ibérica, aunque hubiera alguna excepción como en el caso de dos grandes mamíferos africanos como el elefante o la jirafa. Esto en parte fue debido a que a principios del siglo XX, en 1913, el MNCN pasó a tener la categoría de Museo Nacional y se orientó hacia el estudio y la divulgación científica y educativa de las especies autóctonas.
La mayor parte de los ejemplares disecados se obtuvieron buscándolos expresamente en su hábitat natural, siendo los alrededores de Madrid (El Pardo y la Casa de Campo) los principales lugares frecuentados para este cometido. Ambos sitios eran propiedad de la Corona a principios del siglo XX. La otra parte de abastecimiento de ejemplares procedió de donaciones de particulares, cazadores mayoritariamente, algunos pertenecientes a la nobleza (los Duques de Alba, Medinaceli o Veragua) e incluso a la propia Corona (el rey Alfonso XIII). 
También se recurrió a la compra de ejemplares por parte del Museo y, en menor medida, hubo ejemplares procedentes de la Casa de Fieras del Retiro de Madrid que también acabaron siendo naturalizados por los Bendito. En concreto, hubo un leopardo que, una vez muerto, después de transitar por la Casa de Fieras, fue disecado por Luis y todavía forma parte de la colección de mamíferos del MNCN. Para la fauna no ibérica se sirvieron de la entonces Guinea Española (actual República de Guinea Ecuatorial) para obtener ejemplares exóticos.
Una gran parte de las piezas emblemáticas mencionadas son ya centenarias, por lo que al valor artístico, taxidérmico y científico hay que sumarle el valor histórico que también poseen.

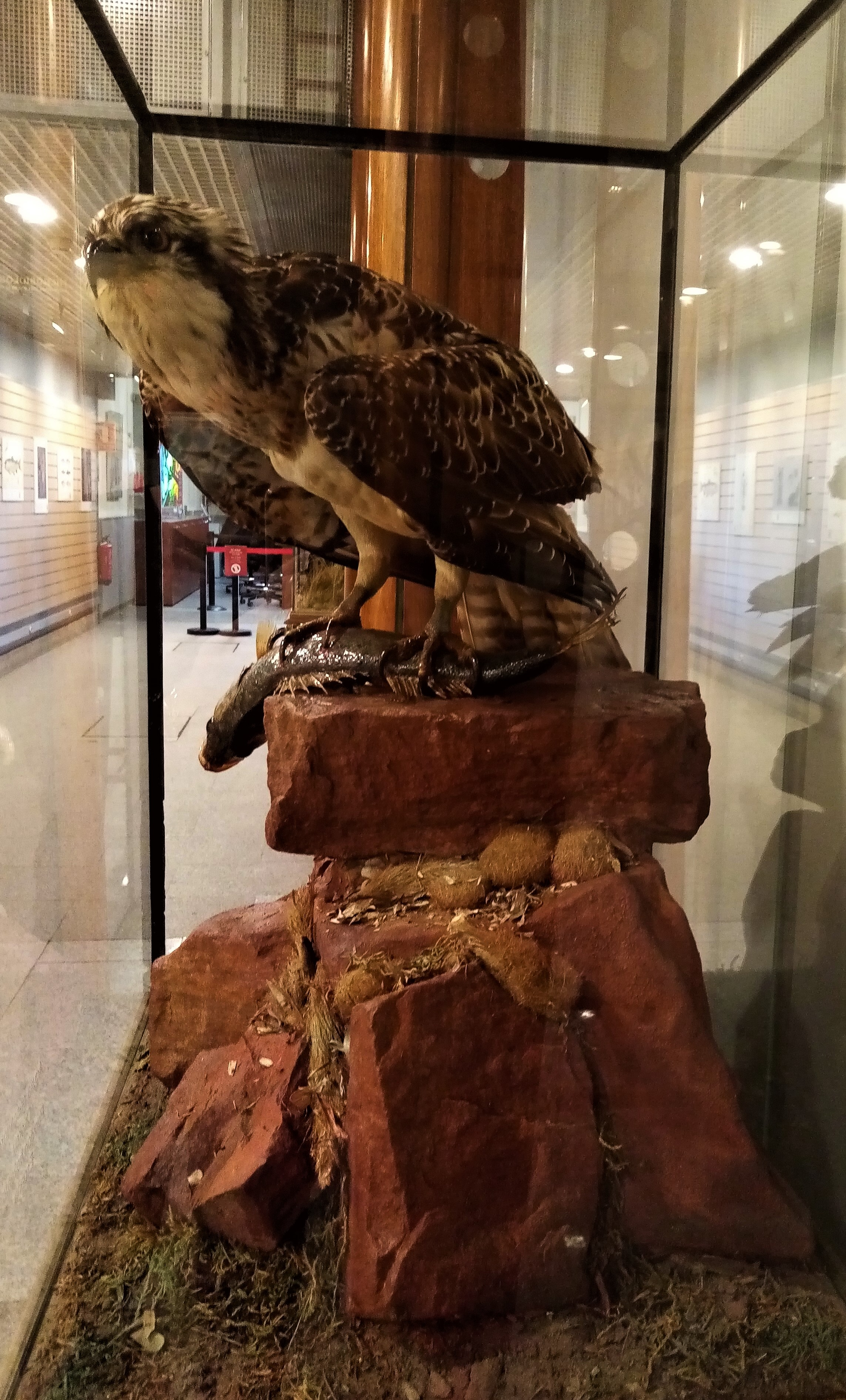
Águila pescadora naturalizada por José Mª Benedito

## Premios y reconocimientos

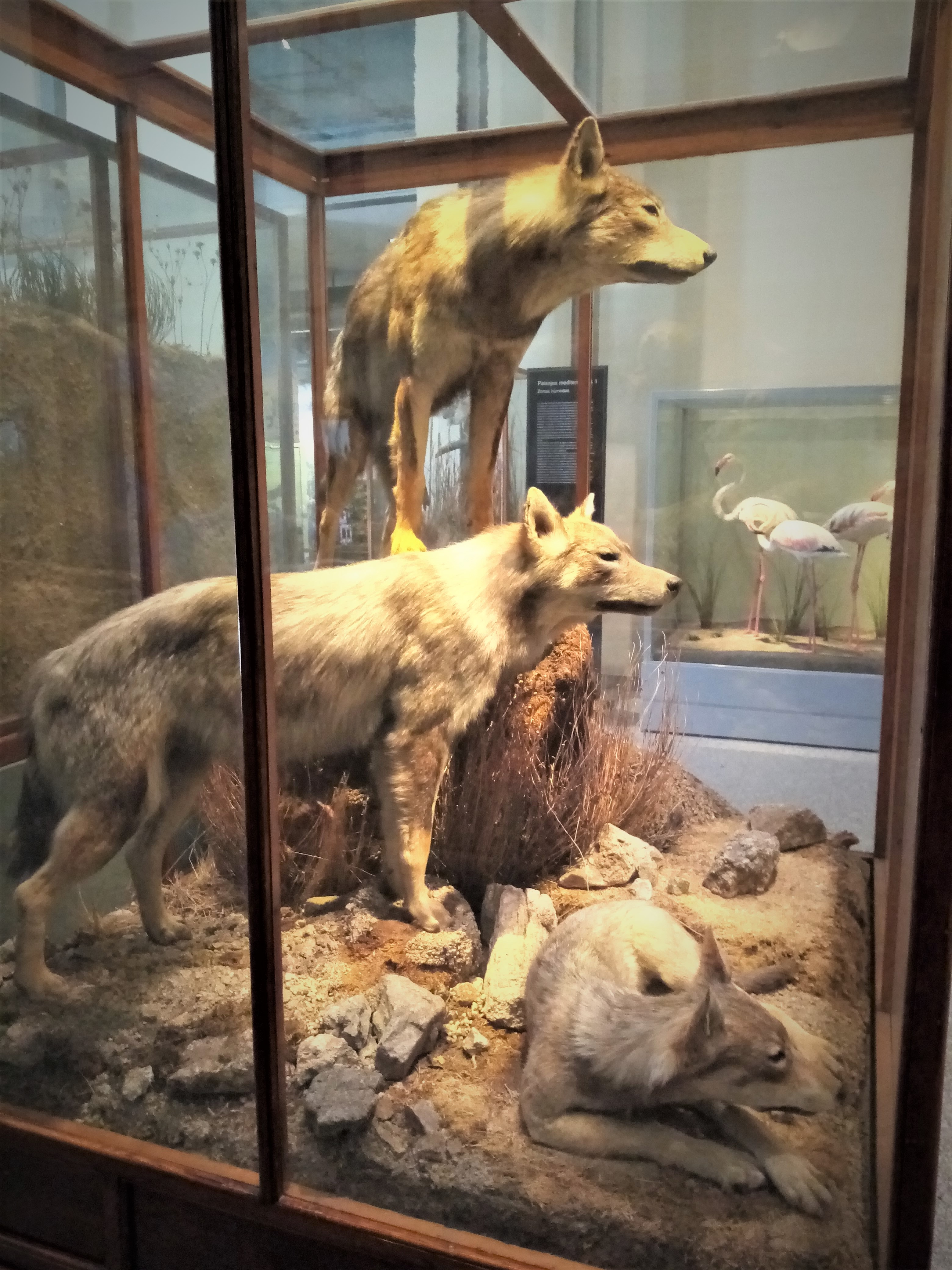
Grupo de lobos naturalizado por Luis Benedito

José Mª y Luis Benedito fueron los primeros en interesarse por establecer un sistema semioficial en la taxidermia de los trofeos de caza. Los dos hermanos pusieron también la norma de incluir una chapa de marfil con una inscripción en la que se especificara el lugar de procedencia del animal cazado.
También instauraron una preparación más esmerada de los cráneos: se maceraban en agua durante un tiempo y después se blanqueaban y se pulían, hasta que alcanzaban un brillo como el del marfil. Este procedimiento taxidérmico era desconocido en el momento que lo implementaron los Benedito y creó escuela en la taxidermia española.
Luis Benedito fue Vocal de la Comisión de Trofeos Venatorios del Primer Concurso de Trofeos Venatorios que se celebró en Madrid en 1950. También fue uno de los fundadores de la Junta Nacional de Homologación de Trofeos de Caza que se fundó en 1956.
Entre los clientes de su taller privado y sus amistades había muchos cazadores pertenecientes a la nobleza e incluso a la realeza: el rey Alfonso XIII acudía muchas tardes de visita al taller de Luis Benedito para sentarse en el mismo sillón, que la familia Benedito todavía conserva.
El menor de los dos hermanos tuvo en vida el mismo reconocimiento como artista que Mariano Benlliure o Josep Clarà. La destreza que había que tener como escultor para realizar este tipo de taxidermias tan fieles al original era la misma que para una escultura artística.
Luis Benedito fue socio de la Liga Alemana de Artistas Disecadores. En junio de 1951 recibió la Gran Cruz al Mérito Agrícola.

## Otros datos de interés

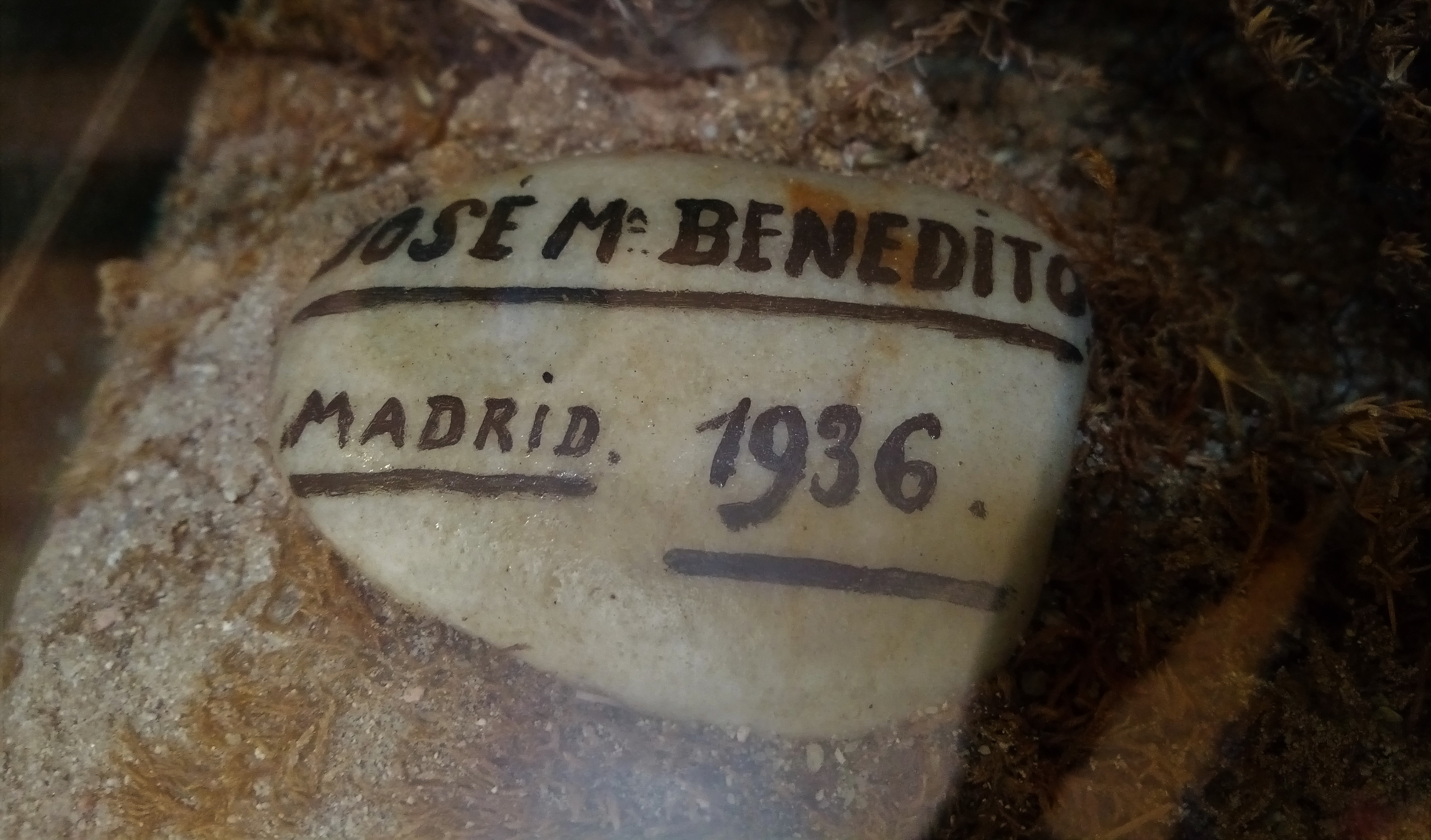
Firma de José Mª Benedito sobre una piedra con las que rubricaba sus taxidermias

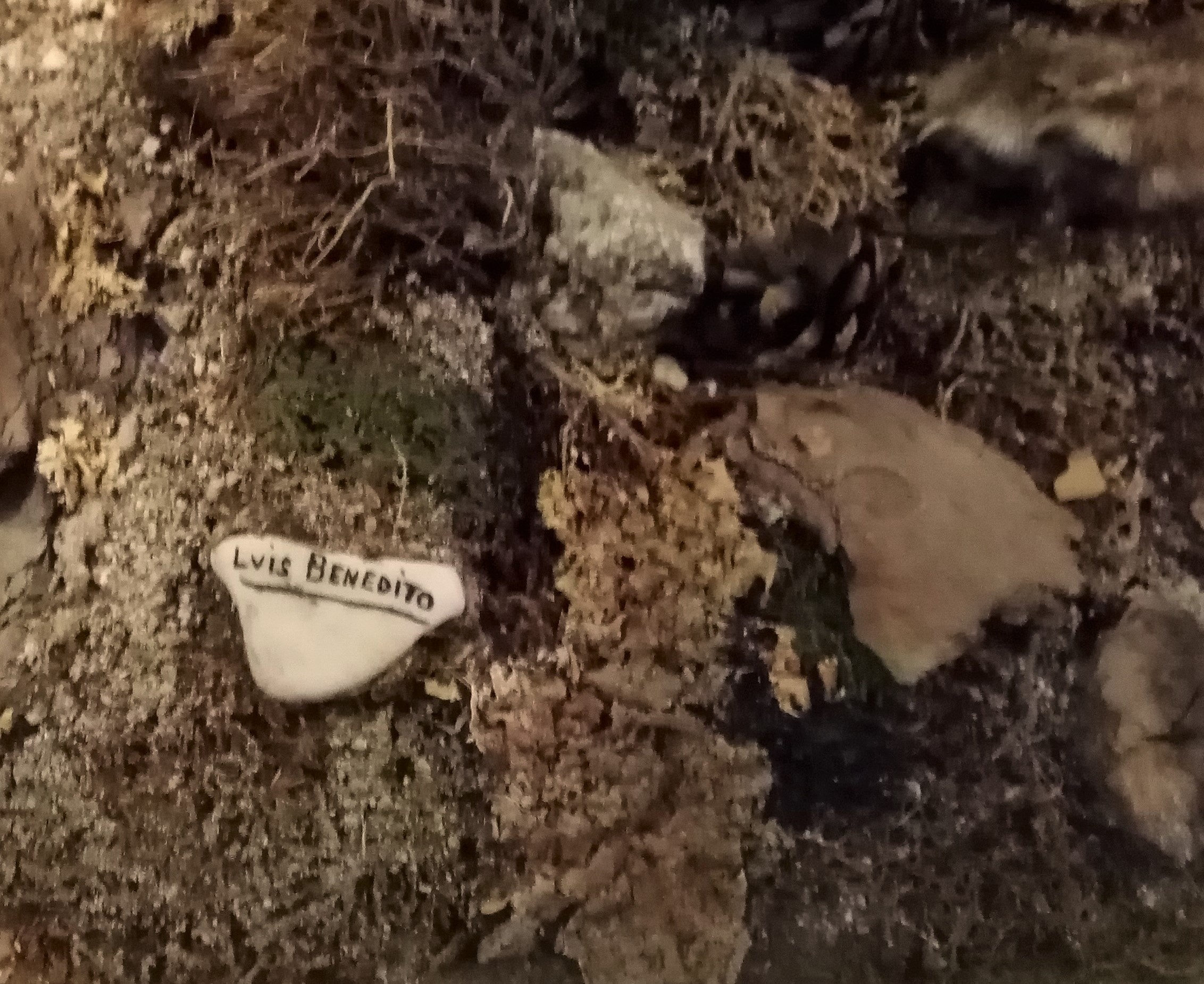
Firma de Luis Benedito sobre una piedra con las que rubricaba sus taxidermias

Los hermanos Benedito participaron con sus ejemplares disecados en el MNCN en varias de las grandes exposiciones que se celebraron en España en la época de los años 20 y 30 del siglo XX, como la Exposición Iberoamericana de Sevilla o la Exposición Internacional de Barcelona. 
Las taxidermias de los Benedito se exhibieron en estos dos acontecimientos en representación del MNCN. El Museo fue premiado en la Exposición Internacional de Barcelona por su Jurado Internacional con un diploma y una medalla de oro por la calidad de los trabajos expuestos.
Anterior a estas dos exposiciones tuvo lugar en 1912 la Exposición de Alpinismo y Deportes de Nieve, celebrada en el Palacio de Cristal del Parque de El Buen Retiro en Madrid con motivo del Congreso Internacional de Turismo. En ella también se valoró la perfección de los trabajos presentados por los hermanos Benedito en su vertiente científica y taxidérmica.
En el siglo XXI, del 3 de octubre de 2019 al 30 de agosto de 2020, el MNCN exhibió en sus salas una exposición de los trabajos de los hermanos Benedito, a modo de homenaje, titulada Naturalezas Recreadas. La muestra incluyó animales naturalizados, documentos inéditos, instrumentos técnicos y trabajos de algunos de sus familiares también taxidermistas.
Luis Benedito fue un defensor del medioambiente: presentó un escrito a las autoridades encargadas del parque nacional y natural de Doñana en nombre del MNCN para evitar un intento de expropiación y urbanización del mismo.